# بخش باگپات
بخش باگپات (به انگلیسی: Bagpat district) یک منطقهٔ مسکونی در هند است که در Meerut division واقع شده‌است. بخش باگپات ۱٬۳۲۱ کیلومتر مربع مساحت و ۱٬۳۰۳٬۰۴۸ نفر جمعیت دارد.